# Dariusz Świerczewski
Dariusz Świerczewski, né le 22 février 1936, à Lublin, en Pologne et décédé le 9 février 2005, à Varsovie, en Pologne, est un ancien joueur polonais de basket-ball.